# Fröjdas, vart sinne
Fröjdas, vart sinne är en julsång av Nils Frykman, tryckt i Sanningsvittnet den 22 december 1881 under rubriken ”Julmorgonen” tillsammans med melodin av Theodor Söderberg (G-dur, 4/4). 
Oscar Lövgren skriver om sången: "Det är julfirandet i Sunne-bygden, som direkt inspirerat till denna sång. Vi ser hur ljus tänts i alla fönster, då folket på julmorgonen far till julottan, och vi hör en återklang av julens psalmer."
I Guds lov (1935) finns alla verserna, men första versen börjar: "Julen är inne, fröjdas vart sinne" och andra versen: "Dagen upprinner, natten försvinner".
I bearbetad form publicerades psalmen i 1986 års psalmbok. Där har fjärde versen strukits, och sista versens tredje och sjätte rad ändrats till "Ära åt Herren Gud" resp. "änglarnas glädjebud", samtidigt som fjärde och femte raden bytt plats. 
I Lova Herren  (1987) har fjärde versen strukits, men femte versen kvarstår där oförändrad. 

## Publicerad i
- Svensk söndagsskolsångbok (1908) som nr 29 under rubriken ”Julsånger”.
- Svenska Missionsförbundets sångbok (1920) som nr 86 under rubriken "Jesu födelse".
- Svensk söndagsskolsångbok (1929) som nr 47 under rubriken "Advents- och julsånger".
- Guds lov (1935) som nr 36 under rubriken "Advents- och julsånger".
- Sions Sånger 1951 som nr 50.
- Frälsningsarméns sångbok (1968) som nr 590 under rubriken "Högtider - Jul".
- Sionstoner (1972) som nr 105
- 1986 års psalmbok som nr 118 under rubriken "Jul".
- Sionsharpan 1993 som nr 7 under rubriken "Jul".
- Lova Herren (1988) som nr 111 under rubriken "Jul".
- Sions Sånger (1981) som nr 4 med titeln "Fröjdens, vart sinne", under rubriken "Jul".